# Comptes pendents
Comptes pendents (títol original: City of Industry) és una pel·lícula estatunidenca dirigida per John Irvin el 1997. Ha estat doblada al català.

## Argument
Roy Egan participa en l'atracament d'una joieria a Palm Springs a petició del seu germà petit Lee, que treballa en equip amb el seu amic Jorge i l'embogit Skip. L'atracament es fa, però en el moment del repartiment, Skip s'avança als seus socis i abat Lee i Jorge, tot i que Roy arriba a escapar-se. Decideix trobar Skip sigui com sigui, amb la finalitat de venjar el seu germà. Per això, obté l'ajuda de Rachel, la dona de Jorge.

## Repartiment
- Harvey Keitel: Roy Egan
- Stephen Dorff: Skip Kovich
- Timothy Hutton: Lee Egan
- Wade Dominguez: Jorge Montana
- Famke Janssen: Rachel Montana
- Lucy Liu: Cathy Rosa
- Dana Barron: Gena
- Michael Jai White: Odell
- Elliott Gould: Harvey, Loan Shark

## Al voltant de la pel·lícula
- Crítica: 
  - "Sense ser inoblidable, aconsegueix satisfer els amants del gènere i mantenir la tensió dels espectadors a seques"[3]
  - "Entretinguda però és un film convencional"[4]
- El film suposa les primeres aparicions de les actrius Lucy Liu i Famke Janssen que, després, han passat a la celebritat per Els Àngels de Charlie (Charlie's Angels) i X-Men.